# Иферејми Раванга
Иферејми Раванга (енгл. Ifereimi Rawaqa; 20. септембар 1980) бивши је фиџијански рагбиста. Када је имао 21 годину, дебитовао је у дресу Фиџија против Самое у тест мечу 2002. када је ушао са клупе. После 4 утакмице на којима је био резерва, изборио се за стартно место у постави репрезентације ове острвске државе. Због повреде је пропустио први део 2003, али се опоравио до светског купа, одржаног у Аустралији исте године. Иако игра у скраму, веома је брз за своју тежину, што је показао када је постигао есеј против Велса у тест мечу 2005. Играо је и на светском купу 2007. одржаном у Француској. Укупно је за Фиџи постигао 3 есеја у 36 тест мечева. Био је део рагби седам репрезентације Фиџија на светском првенству у рагбију седам 2005. Његов брат Таниела је такође професионални рагбиста. 